# André Kamperveen Stadion
André Kamperveen Stadion - to wielofunkcyjny stadion w Paramaribo, stolicy Surinamu. Jest używany głównie dla meczów piłki nożnej. Stadion mieści 6000 osób.